# Пивот
Пивот (от англ. pivot — «вращение») — резкое изменение направления стартапа с целью его дальнейшего развития и сохранения жизнеспособности. Может быть небольшим или радикальным. Впервые термин употребил предприниматель Эрик Рис — первопроходец движения «Бережливый стартап». Первое упоминание — в книге «Бизнес с нуля. Метод Lean Startup для быстрого тестирования идей и выбора бизнес-модели».

## Причины смены концепции стартапа
Потребность в перестройке бизнеса возникает, когда предприниматель не видит спроса на продукт у клиентов. Обычно на этапе Customer Development можно обнаружить первые признаки того, что пивот необходим:
- продукт не закрыл потребности потенциальных покупателей;
- в рыночной нише высокая конкуренция;
- в отрасли произошли серьезные изменения, и концепция потеряла актуальность;
- аудитория не увеличивается или есть отток;
- проект «вышел на плато», нет развития;
- эффективен только один сегмент стартапа;
- регулярно поступают отрицательные отзывы.

Пивот происходит и при проблемах в команде стартапа:
- не хватило компетенций;
- основатели потеряли интерес к идее, пропала мотивация;
- при более детальном погружении обнаружены более перспективные направления;
- производство обходится слишком дорого, продукт становится экономически невыгодным.

Традиционно пивот проводят, если видят, что:
- нужно освободить процессы от лишнего, когда в проекте выгодно выделяется один элемент;
- стартап становится нежизнеспособным и стоит на грани разорения;
- спрос на рынке не отвечает ожиданиям основателя;
- основатели недовольны траекторией развития бизнеса или нашли что-то выгоднее;
- конкуренты представляют серьезную угрозу.

## Виды пивота
Разворот стратегии может происходить на разных уровнях: от изменения способа производства и самого продукта до смены маркетинговых мероприятий. Эрик Рис выделял 10 видов пивота:
1. Zoom-in (увеличение). Одна функция продукта, которая приносит доход, превращается в основной продукт. Так можно оптимизировать процессы и избежать лишних расходов.
2. Zoom-out (уменьшение). К ключевой функции, которая по тем или иным причинам не развивается, добавляют несколько дополнительных предложений. Разнообразие привлечет больше клиентов.
3. Customer segment (изменение ЦА). Применяют, если при проведении CustDev найдена ошибка в выборе целевой аудитории. Внимание в таком случае сосредотачивают на другом круге клиентов, адаптируя под них продукт стартапа.
4. Customer need (смена проблемы). Пивот, который происходит на более позднем этапе — после первых отзывов аудитории. Если продукт потерял свою актуальность, проводится поиск новой «боли» и адаптация под нее проекта.
5. Platform. Технический «разворот» — поиск более удобного ресурса для продвижения стартапа. Разработчики могут расшириться и выйти из приложения на платформу или наоборот. Это наиболее косвенный пивот — на основную концепцию он не влияет.
6. Business architecture (смена архитектуры бизнеса). Фаундеры всегда работают с одной из двух моделей: маленькая прибыль, компенсированная объемами продаж, или высокая маржа при очень небольшом сегменте, готовом платить. Если выбранная архитектура не оправдала себя, можно попробовать ее заменить.
7. Value capture (другой способ монетизации). Меняется сам способ заработка. Если выйти на нужную прибыль через прямые продажи не удается, можно переключиться на получение дохода от рекламы или партнерских программ.
8. Engine of growth (изменение механизма роста). Всего их три: виральный (вирусный), «липкий» (на удержание покупателей) и оплаченный (снижение издержек и повышение чека у каждого клиента). Если выбранная стартапом модель себя не оправдала, следует ее сменить.
9. Channel (выбор канала сбыта). Меняется способ доставки продукта в зависимости от изменений у конкурентов, окупаемости каналов дистрибуции или функциональных преимуществ.
10. Technology pivot (пивот технологии). Изменение способа производства. Это может быть переход к более современной или дешевой технологии. Главное — решение должно повысить производительность или минимизировать убытки.

## Основные ошибки
Пивот проводят только при случае крайней необходимости, просчитав все затраты и учитывая вероятные риски. Это не полноценный перезапуск стартапа, а смена стратегии. Слишком часто менять курс неэффективно — высок риск потерять главную идею своего проекта.
Типичные ошибки, при которых пивот может стать причиной убытков:
- необходимость менять концепцию отсутствует;
- упущено время для «разворота»;
- закончился стартовый капитал;
- игнорирование меняющегося рынка и потребностей потребителей;
- не ведется расчет метрик и учет доходов / расходов;
- пивот проводится без предварительного мониторинга конкурентов;
- вместо небольших плавных изменений, пивоты проводят радикально и часто.

## Примеры пивотов у зарубежных компаний
Проведенный Zoom-In Pivot:
1. Мессенджер Slack. Изначально чат для переписки был частью основного продукта — онлайн-игры Glitch. Проект не оправдал ожиданий, но пользователи оценили удобство платформы для внутренней переписки.
2. YELP. Сервис по запросу рекомендаций не оправдал себя, зато фаундеры обнаружили спрос в направлении отзывов на службы сервиса. В итоге команда сфокусировалась только на этой сфере.
3. Groupon — социальный сервис для координации гражданской активности (подача петиций, организации встреч) оказался популярным только в одном сегменте — групповые покупки с целью получения скидок. На этой функции и сфокусировались стартаперы.

Масштабирование:
1. Сервис YouDo из портала вакансий для фрилансеров превратился в полноценный инструмент поиска любых работников.
2. Shopify. Онлайн-магазин сноубордов основатели расширили до масштабной платформы электронной коммерции, ставшей одной из самых популярных в сфере интернет-торговли.
3. Amazon начинали как онлайн-магазин книг. После нескольких пивотов компания расширилась до крупнейшего маркетплейса и производителя бытовой техники.

Кардинальная смена направления:
1. Netflix. Известная киностудия начинала как фирма проката DVD-фильмов, а позднее — стриминговый сервис онлайн-просмотра кино. Из-за высокой конкуренции компания приняла решение создавать собственные сериалы.
2. Instagram[7]. Социальная сеть вышла из веб-приложения Burbn. Основной функцией была регистрация на основе местоположения и обсуждение планов. Но постепенно на первый план вышел обмен фото- и видео-контентом с мобильных телефонов.
3. PayPal. Бизнесмены провели резкий разворот — от убыточного сервиса долговых расписок к глобальной сети переводов электронных платежей по e-mail[6].
4. Сток для обмена изображениями Flickr сначала был хранилищем скриншотов игры Game Neverending. Она так и не была запущена, но фаундеры отметили удобство быстрого обмена картинками и выпустили отдельное приложение.
5. Youtube из непопулярного сервиса знакомств превратился в сервис хостинга видео.